# Radoslava Kvapilová Brabcová
Radoslava Kvapilová Brabcová (19. září 1935 Liberec – 18. září 2021) byla česká lingvistka a bohemistka. Patřila k zakladatelským osobnostem v oblasti přípravy učitelů českého jazyka na Pedagogické fakultě Univerzity Karlovy v Praze, kde působila téměř padesát let (1959–2007). Svůj profesní život věnovala rozvoji české bohemistiky, slavistiky, lingvodidaktiky a vzdělanosti v oblasti národního jazyka a jeho výuky.

## Profesní životopis
Po absolvování Vysoké školy pedagogické (obor český jazyk) vyučovala Radoslava Kvapilová Brabcová na Osmileté střední škole v Hulíně a poté na Jedenáctileté střední škole v Kroměříži. V roce 1959 nastoupila jako odborná asistentka na katedru českého jazyka Pedagogického institutu v Brandýse nad Labem, později Pedagogické fakulty Univerzity Karlovy v Praze.
V roce 1990 se stala vedoucí katedry českého jazyka této fakulty (1990–2001). Byla považovaná za jednu z nejvýznamnějších vědeckých osobností katedry a zároveň symbol morální integrity a odborné autority. Do funkce byla jmenována na základě širokého konsensu pracovníků katedry i studentské veřejnosti.
V letech 2001–2006 působila jako rektorka Literární akademie Josefa Škvoreckého v Praze, v letech 2006–2010 pak tamtéž jako prorektorka pro vědu a zahraniční styky. Spolupracovala s univerzitami v Bělehradě, Erlangenu, Helsinkách, Lublani, Toruni, Turku a Záhřebu. Byla členkou redakční rady časopisu Naše řeč. Její publikační činnost zahrnuje přes 200 odborných prací z oblasti bohemistiky, slavistiky a lingvodidaktiky. Vystupovala i mimo akademické prostředí, objevila se například ve filmu Česká RAPublika a poskytla rozhovory pro různá média.

## Osobní život
Jejím dlouholetým manželem byl hudební skladatel Jindřich Brabec (1933–2001), autor známé písně Modlitba pro Martu. Po jeho smrti se jejím druhým manželem stal prof. Miroslav Kvapil (1930–2008), významný český slavista, jugoslavista a překladatel.

## Významné publikace a monografie
Je autorkou četných vědeckých monografií, skript a učebnic, zejména:
- Městská mluva v Brandýse nad Labem. SPN, Praha 1973;
- Mluvený jazyk v teorii a praxi. SPN, Praha 1987;
- Didaktika českého jazyka pro studující oboru učitelství na prvním stupni základní školy. SPN, Praha 1990;
- Novinky z pravopisu a tvarosloví, KAVA – PECH, Dobřichovice 1996;
- Současný český jazyk. Slovník lingvistické terminologie, Praha 1989 (spolu s O. Martincovou);
- Přehled pojmů z českého jazyka a literatury, Praha 1992 (spolu s S. Pišlovou);
- Spisovně, či nespisovně? ČJL, 9–10, 1994–1995, 223–225;
- Termíny – ano či ne? Čeština doma i ve světě, 2, 1997, 2–3.
- Rozumět jazyku. PedF UK. Praha 1995. Sborník k významnému životnímu jubileu, na kterém se podíleli svým přispěním pod vedením PhDr. Otakara Mališe, CSc., mnozí čeští i zahraniční bohemisté.
- Didaktické studie (ročník 2, číslo 2, 2010).[5] Mimořádné číslo věnované významnému životnímu jubileu.
- Žena růže píseň řeč (PedF UK. Praha 2015). Sborník k významnému životnímu jubileu.

## Vědecké hodnosti
- 1968 – PhDr: Filozofická fakulta Univerzity Karlovy v Praze
- 1972 – Kandidát filologických věd: Filozofická fakulta Univerzity Karlovy v Praze
- 1978 – Habilitační řízení: Pedagogická fakulta Univerzity Karlovy v Praze
- 1990 – Jmenovací řízení: Univerzita Karlova v Praze, obor český jazyk

## Zaměstnání
- 1959–2007 – odborná asistentka, docentka a profesorka, katedra českého jazyka Pedagogické fakulty Univerzity Karlovy v Praze
- 1990–2001 – vedoucí katedry českého jazyka Pedagogické fakulty Univerzity Karlovy v Praze
- 2001–2006 – rektorka Literární akademie Josefa Škvoreckého v Praze
- 2006–2010 – prorektorka pro vědu a zahraniční styky Literární akademie Josefa Škvoreckého v Praze
- 2007–2021 – školitelka a vyučující v doktorském studijním programu Pedagogika-Didaktika českého jazyka, katedra českého jazyka Pedagogické fakulty Univerzity Karlovy v Praze